# Sericosema californiaria
Sericosema californiaria är en fjärilsart som beskrevs av Alpheus Spring Packard 1871. Sericosema californiaria ingår i släktet Sericosema och familjen mätare. Inga underarter finns listade i Catalogue of Life.